# Christian Jensen (præst)
 For alternative betydninger, se Christian Jensen. (Se også artikler, som begynder med Christian Jensen)
Christian Jensen (født 20. januar 1839 i Fartoft, død 23. marts 1900) var en pietistisk præst og missionær i Sønderjylland. I foråret 1876 stiftede han missionsselskabet i Breklum i det slesvigske Nordfrisland. 
Breklum-missionen udsendte mere end 200 missionærer og præster særlig til Indien, Afrika, Kina, Papua Ny Guinea og Nordamerika. Missionsarbejdet var fra begyndelsen præget af et stort socialt ansvar. Igennem dette ansvar opstod mange skoler, sygehuse og børnehjem i Orienten. Motoren bag denne sociale og religiøse bevægelse var Christian Jensen.